# Вулиця Шовкуненка (Київ)
Ву́лиця Шовкуне́нка — вулиця в Солом'янському районі міста Києва, місцевість Солом'янка. Пролягає від проспекту Повітряних Сил до Богданівської вулиці. Прилучається Гладківська вулиця.

## Історія
Вулиця виникла в середині XX століття, мала назву Повітрофло́тський прову́лок. Сучасна назва на честь українського художника, народного художника СРСР Олексія Шовкуненка — з 1984 року.